# Xiao Yanling
Xiao Yanling (萧艳玲S, Xiāo YànlíngP; 27 aprile 1968) è un'ex discobola cinese, che vinse l'oro all'Universiade 1998 ed ai campionati asiatici 1998.

## Biografia
Il suo miglior risultato in carriera è 71,68 m, stabilito a Pechino nel 1992, che gli valse la miglior prestazione mondiale stagionale, impresa che ha ripetuto nel 1997. Quel suo risultato è ancora oggi record asiatico.
Alle Olimpiadi di Atlanta 1996 si è piazzata quinta.

## Palmarès
| Anno | Manifestazione  | Sede      | Evento           | Risultato | Misura  | Note |
| ---- | --------------- | --------- | ---------------- | --------- | ------- | ---- |
| 1991 | Mondiali        | Tokyo     | Lancio del disco | 11ª       | 61,20 m |      |
| 1991 | Universiadi     | Sheffield | Lancio del disco | Oro       | 64,36 m |      |
| 1996 | Olimpiadi       | Atlanta   | Lancio del disco | 5ª        | 64,72 m |      |
| 1997 | Mondiali        | Atene     | Lancio del disco | 19ª       | 56,32 m |      |
| 1998 | Giochi asiatici | Bangkok   | Lancio del disco | Bronzo    | 53,32 m |      |